# Juan Ignacio Carrasco
Juan Ignacio Carrasco (* 9. Juli 1974) ist ein ehemaliger spanischer Tennisprofi.

## Karriere
Juan Ignacio Carrasco trat ab 1993 international bei Challenger-Turnieren und spezialisierte sich hier hauptsächlich auf das Doppel. Im Juli 1993 erreichte er in Newcastle gemeinsam mit Javier Sánchez zum ersten Mal ein Challenger-Finale, welches sie gegen Jonas Björkman und Peter Nyborg verloren. Im Folgemonat holte er mit seinem Partner Mark Petchey den Doppeltitel von Segovia. 1995 und 1996 spielte er keine hochklassigen Turniere. Bei seinem zweiten Turnierauftritt nach dieser Pause sicherte er sich im Julu 1997 an der Seite von Jordi Mas den Titel in Oberstaufen. 1997 folgte ein weiterer Titel, 1998 drei und 1999 vier Doppeltitel auf der Challengertour.
Im Juli 1998 stand er mit Jairo Velasco Jr.  in Umag erstmals in der Hauptrunde eines Turniers der World Tour, verlor aber in der ersten Runde. Im April 1999 erreichte er in Tokio mit Velasco das Viertelfinale. Im selben Jahr standen sie bei den French Open zum ersten Mal in der Hauptrunde eines Grand-Slam-Turniers, wo sie eine Erstrundenniederlage hinnehmen mussten. Im September 1999 standen Velasco und er im Finale auf Mallorca; sie verloren gegen die späteren Turniersieger Lucas Arnold Ker und Tomás Carbonell.
Mit Velasco erreichte er im Jahr 2000 in Marseille sein einziges ATP-Tour-Finale. Carrasco erreichte bei den French Open 2000 mit Jairo Velasco Jr. das Achtelfinale und damit die höchste Runde, die er jemals im Herrendoppel erreichte. Unterwegs besiegten die beiden die an neun gesetzten Spieler Mahesh Bhupathi und David Prinosil. In der Folge hatte er mit Platz 59 seine beste Position der Weltrangliste. Einmal spielte er 2000 im Mixed-Doppel in Wimbledon mit Gisela Riera als Partnerin. Nach Wimbledon traten Velasco und er nur noch selten als Doppelteam bei Turnieren an.
Nach schwachen Leistungen fiel Carrasco aus den Top 100 der Welt heraus, so dass er wieder hauptsächlich auf der Challenger-Tour spielte. Hier konnte er 2001 mit zwei Partnern drei Titel für sich entscheiden. 2003 folgte ein weiterer Challenger-Titel in Barcelona; dies war sein letzter Turniersieg seiner Karriere.
Er spielte nur Einzel-Tennis bei wenigen Turnieren der Challenger-Ebene und erreichte 1993 mit 342 seine bisher höchste Platzierung auf der Welt.
Carrasco nahm im Laufe seiner Karriere an 17 Grand-Slam-Turnieren teil. 2004 spielte er das letzte Turnier auf internationaler Ebene.

## Erfolge
| Legende                       |
| Grand Slam                    |
| Tennis Masters Cup            |
| ATP Masters Series            |
| ATP International Series Gold |
| ATP International Series      |
| ATP Challenger Series (14)    |

### Doppel

#### Turniersiege
| Nr. | Datum              | Turnier           | Belag     | Partner            | Finalgegner                           | Ergebnis        |
| --- | ------------------ | ----------------- | --------- | ------------------ | ------------------------------------- | --------------- |
| 1.  | 9. August 1993     | Segovia           | Hartplatz | Mark Petchey       | Maurice Ruah Roger Smith              | 6:2, 7:5        |
| 2.  | 7. Juli 1997       | Oberstaufen       | Sand      | Jordi Mas          | Georg Blumauer Andrea Gaudenzi        | 6:2, 7:6        |
| 3.  | 8. September 1997  | Espinho           | Sand      | Álex López Morón   | Álex Calatrava Bernardo Mota          | 4:6, 6:2, 7:5   |
| 4.  | 30. März 1998      | Barletta          | Sand      | Juan Balcells      | Thomas Strengberger Dušan Vemić       | 7:64, 6:3       |
| 5.  | 7. September 1998  | Brașov            | Sand      | Jairo Velasco Jr.  | Tomáš Cibulec Leoš Friedl             | 6:4, 3:6, 6:2   |
| 6.  | 28. September 1998 | Maia (1)          | Sand      | Jairo Velasco Jr.  | Cristian Brandi Stephen Noteboom      | 7:5, 6:4        |
| 7.  | 22. Februar 1999   | Ho-Chi-Minh-Stadt | Hartplatz | Jairo Velasco Jr.  | Justin Bower Jason Weir-Smith         | 6:4, 6:4        |
| 8.  | 8. März 1999       | Besançon          | Hartplatz | Jairo Velasco Jr.  | Martín Alberto García Cristiano Testa | 6:1, 7:6        |
| 9.  | 18. Oktober 1999   | Kairo             | Sand      | Jairo Velasco Jr.  | Albert Portas Álex López Morón        | 6:76, 6:4, 7:65 |
| 10. | 15. November 1999  | Andorra           | Hartplatz | Jairo Velasco Jr.  | Scott Humphries Peter Nyborg          | 7:5, 7:67       |
| 11. | 24. September 2001 | Maia (2)          | Sand      | Djalmar Sistermans | Emanuel Couto Bernardo Mota           | 7:5, 3:6, 7:5   |
| 12. | 1. Oktober 2001    | Cagliari          | Sand      | Álex López Morón   | Marc López Fernando Vicente           | 6:2, 4:6, 6:4   |
| 13. | 8. Oktober 2001    | Barcelona (1)     | Sand      | Álex López Morón   | František Čermák David Škoch          | 6:4, 6:1        |
| 14. | 6. Oktober 2003    | Barcelona (2)     | Sand      | Mariano Delfino    | Enzo Artoni Sergio Roitman            | 7:5, 6:3        |

#### Finalteilnahmen
| Nr. | Datum           | Turnier   | Belag     | Partner           | Finalgegner                   | Ergebnis  |
| --- | --------------- | --------- | --------- | ----------------- | ----------------------------- | --------- |
| 1.  | 7. Februar 2000 | Marseille | Hartplatz | Jairo Velasco Jr. | Simon Aspelin Johan Landsberg | 6:72, 4:6 |